# عایشه ۳۵۸۴
سیارک ۳۵۸۴ (به انگلیسی: 3584 Aisha، نامگذاری:1981TW) سه هزار و پانصد و هشتاد و چهارمین سیارک کشف شده‌است که در ۵ اکتبر ۱۹۸۱ کشف شد.
قدر مطلق سیارک برابر ۱۲٫۱۰ است.